# Selección femenina de baloncesto de Puerto Rico
La selección femenina de baloncesto de Puerto Rico es el equipo de la Federación de Baloncesto de Puerto Rico que representa a Puerto Rico en los campeonatos de selecciones femeninas de baloncesto.
Puerto Rico ganó la medalla de oro en los Juegos Panamericanos de Guadalajara 2011, en tanto que obtuvo el sexto puesto en 1979, 1983 y 2015. En el Campeonato FIBA Américas Femenino, obtuvo el tercer puesto en 1995 y en el 2017 tras derrotar a Brasil. En adición, finalizó en el cuarto puesto en 2013, y en el quinto en 2005, 2009 y 2011.
En el Centrobasket Femenino. Puerto Rico obtuvo el primer puesto como local en 2010 (donde no participó Cuba), 2018 (tras derrotar a Cuba con marcador 83 -54), 2021, 2022 y 2024. Además, consiguió el segundo puesto en 1995, 1997, 2004, 2008, 2012 y 2014, y el tercero en 1973, 1977, 1981, 1993 y 2003.
Puerto Rico clasificó a los Juegos Olímpicos de Tokio 2021 en un torneo celebrado en Francia derrotando a Brasil, y participó por primera vez en el Campeonato Mundial en la edición de 2018.

## Palmarés

### Juegos Olímpicos
| Año  | Posición | Torneo                         | Sede  |
| ---- | -------- | ------------------------------ | ----- |
| 2020 | 12.°     | Juegos Olímpicos de Tokio 2020 | Tokio |
| 2024 | 10.°     | Juegos Olímpicos de París 2024 | París |

### Campeonato del Mundo
- Copa del Mundo

| Año  | Récord | Posición | Competición                                 | Sede   |
| ---- | ------ | -------- | ------------------------------------------- | ------ |
| 2018 | 0-3    | 16.ª     | Copa Mundial de Baloncesto Femenino de 2018 | España |

| Participaciones | Medalla de oro | Medalla de plata | Medalla de bronce | Total |
| --------------- | -------------- | ---------------- | ----------------- | ----- |
| 1               | 0              | 0                | 0                 | 0     |

### Juegos Olímpicos
- Juegos Olímpicos

| Participaciones | Medalla de oro | Medalla de plata | Medalla de bronce | Total |
| --------------- | -------------- | ---------------- | ----------------- | ----- |
| 2               | 0              | 0                | 0                 | 0     |

### Campeonato FIBA Américas
- Campeonato FIBA Américas

| Año  | Récord | Posición          | Competición                    | Sede                             |
| ---- | ------ | ----------------- | ------------------------------ | -------------------------------- |
| 1993 | 1-3    | 6.ª               | Campeonato FIBA Américas 1993  | São Paulo, Brasil                |
| 1995 | 2-3    | Medalla de bronce | Campeonato FIBA Américas 1995  | Hamilton (Ontario), Canadá       |
| 1997 | 1-3    | 7.ª               | Campeonato FIBA Américas 1997  | São Paulo, Brasil                |
| 1999 | 2-3    | 7.ª               | Campeonato FIBA Américas 1999  | La Habana, Cuba                  |
| 2005 | 1-4    | 5.ª               | Campeonato FIBA Américas 2005  | Hato Mayor, República Dominicana |
| 2009 | 3-2    | 5.ª               | Campeonato FIBA Américas 2009  | Mato Grosso, Brasil              |
| 2011 | 2-2    | 5.ª               | Campeonato FIBA Américas 2011  | Neiva, Colombia                  |
| 2013 | 3-3    | 4.ª               | Campeonato FIBA Américas 2013  | Xalapa-Enríquez, México          |
| 2015 | 2-3    | 6.ª               | Campeonato FIBA Américas 2015  | Edmonton, Canadá                 |
| 2017 | 4-2    | Medalla de bronce | AmeriCup femenina FIBA de 2017 | Buenos Aires, Argentina          |

| Participaciones | Medalla de oro | Medalla de plata | Medalla de bronce | Total |
| --------------- | -------------- | ---------------- | ----------------- | ----- |
| 10              | 0              | 0                | 2                 | 2     |

### Centrobasket
- Centrobasket Femenino

| Participaciones | Medalla de oro | Medalla de plata | Medalla de bronce | Total |
| --------------- | -------------- | ---------------- | ----------------- | ----- |
| ?               | 2              | 6                | 6                 | 14    |

## Historial de partidos
- Últimos partidos:

| Fecha      | Ciudad                     | Competición                               | Racha    | Local       |                        | Resultado |                                    | Visitante            |
| ---------- | -------------------------- | ----------------------------------------- | -------- | ----------- | ---------------------- | --------- | ---------------------------------- | -------------------- |
| 24/07/2018 | Barranquilla               | Juegos Centroamericanos y del Caribe 2018 | Victoria | México      | Bandera de México      | 52 - 60   | Bandera de Puerto Rico             | Puerto Rico          |
| 20/08/2018 | Manatí                     | Centrobasket 2018                         | Victoria | Bahamas     | Bandera de Bahamas     | 50 - 95   | Bandera de Puerto Rico             | Puerto Rico          |
| 21/08/2018 | Manatí                     | Centrobasket 2018                         | Victoria | Costa Rica  | Bandera de Costa Rica  | 20 - 113  | Bandera de Puerto Rico             | Puerto Rico          |
| 22/08/2018 | Manatí                     | Centrobasket 2018                         | Victoria | Puerto Rico | Bandera de Puerto Rico | 71 - 66   | Bandera de México                  | México               |
| 23/08/2018 | Manatí                     | Centrobasket 2018                         | Victoria | Puerto Rico | Bandera de Puerto Rico | 72 - 56   | Bandera de la República Dominicana | República Dominicana |
| 24/08/2018 | Manatí                     | Centrobasket 2018                         | Victoria | Cuba        | Bandera de Cuba        | 54 - 83   | Bandera de Puerto Rico             | Puerto Rico          |
| 22/09/2018 | Santa Cruz de Tenerife     | Mundial 2018                              | Derrota  | Puerto Rico | Bandera de Puerto Rico | 36 - 86   | Bandera de Bélgica                 | Bélgica              |
| 23/09/2018 | San Cristóbal de La Laguna | Mundial 2018                              | Derrota  | España      | Bandera de España      | 78 - 53   | Bandera de Puerto Rico             | Puerto Rico          |
| 25/09/2018 | Santa Cruz de Tenerife     | Mundial 2018                              | Derrota  | Japón       | Bandera de Japón       | 69 - 61   | Bandera de Puerto Rico             | Puerto Rico          |